# Edale
Edale är en ort och civil parish i Storbritannien.   Den ligger i distriktet High Peak i grevskapet Derbyshire i England, i den centrala delen av landet, 230 km nordväst om huvudstaden London. Edale ligger 250 meter över havet och antalet invånare är 316.
Terrängen runt Edale är huvudsakligen kuperad, men söderut är den platt. Edale ligger nere i en dal. Runt Edale är det ganska tätbefolkat, med 166 invånare per kvadratkilometer. Trakten runt Edale består i huvudsak av gräsmarker.